# Synapsis yama
Synapsis yama är en skalbaggsart som beskrevs av Gillet 1911. Synapsis yama ingår i släktet Synapsis och familjen bladhorningar. Inga underarter finns listade i Catalogue of Life.